# Pop'n Bounce
Pop'n Bounce est un jeu vidéo de puzzle développé par Video System et édité par SNK en 1997 sur Neo-Geo MVS (NGM 237),,. Ce jeu ne supporte pas le système de sauvegarde.